# トゥエルヴ (映画)
『トゥエルヴ』（原題：Twelve）は、2010年制作のアメリカ合衆国・フランスのクライム・スリラー映画。
17歳の著者ニック・マクダネルが描いた衝撃作「TWELVE」の映画化。新種のドラッグ“トゥエルヴ”を巡り、華やかなパーティが一転して、次々と殺人が引き起こる様を描く。ジョエル・シュマッカー監督。日本では劇場未公開。

## あらすじ
母親を亡くしたのをきっかけを高校を中退した青年マイクはドラッグディーラーとなって暮らしていた。
ある年のヴァケーション中、マンハッタンの高級住宅街アッパー・イーストに住む上流階級の高校生たちは、親の不在中にドラッグパーティに明け暮れていた。マイクはそんな彼らに新種のドラッグ“トゥエルヴ”を売るが、やがて彼らの周囲で“トゥエルヴ”をめぐる殺人事件が次々と起こる。

## キャスト
- ホワイト・マイク：チェイス・クロフォード
- クリス・ケントン：ローリー・カルキン
- ライオネル：カーティス・ジャクソン
- ジェシカ・ブレイソン：エミリー・ミード
- モリー・モートン：エマ・ロバーツ
- サラ・ラドロー：エスティ・ギンズバーグ
- クロード・ケントン：ビリー・マグヌッセン
- ジェシカの母親：エレン・バーキン
- ギャビー：ゾーイ・クラヴィッツ
- チャーリー：ジェレミー・アレン・ホワイト
- ウォーレン：フィン・ウィットロック
- アリッサ：コディ・ホーン
- シャネル・ファレル
- フィリップ・エッティンガー
- ニコ・トルトレッラ
- イーサン・ペック
- チャーリー・サクストン
- イザイア・ウィットロック・Jr
- Ako Dachs
- ナレーター：キーファー・サザーランド